# Sur En (Ardez)
Sur En ([surˈɛn]ⓘ, rät. für oberhalb des Inns) ist ein kleines Dorf im Schweizer Kanton Graubünden.
Politisch gehörte es bis zum 31. Dezember 2014 zur Gemeinde Ardez. Seit deren Auflösung gehört es zur Gemeinde Scuol.
Sur En liegt auf einer Terrasse an der rechten Talseite des Unterengadins auf etwa 1470 m ü. M. Es besteht aus zwölf Häusern und der kleinen romanischen Dorfkirche. Im Zentrum des Dorfes liegt der Brunnenplatz. Im Winter ist Sur En verlassen, im Sommer Ferienort für die wenigen einheimischen und fremden Hausbesitzer. Eines der Häuser ist reich mit Sgraffiti des Engadiner Künstlers Steivan Liun Könz geschmückt, ein anderes fällt durch seine Bemalung auf.
In Sur En bietet die Kunstschule «Academia d’art» Kurse an.
2014/15 wurde hier Xavier Kollers Spielfilm Schellen-Ursli gedreht.

## Galerie

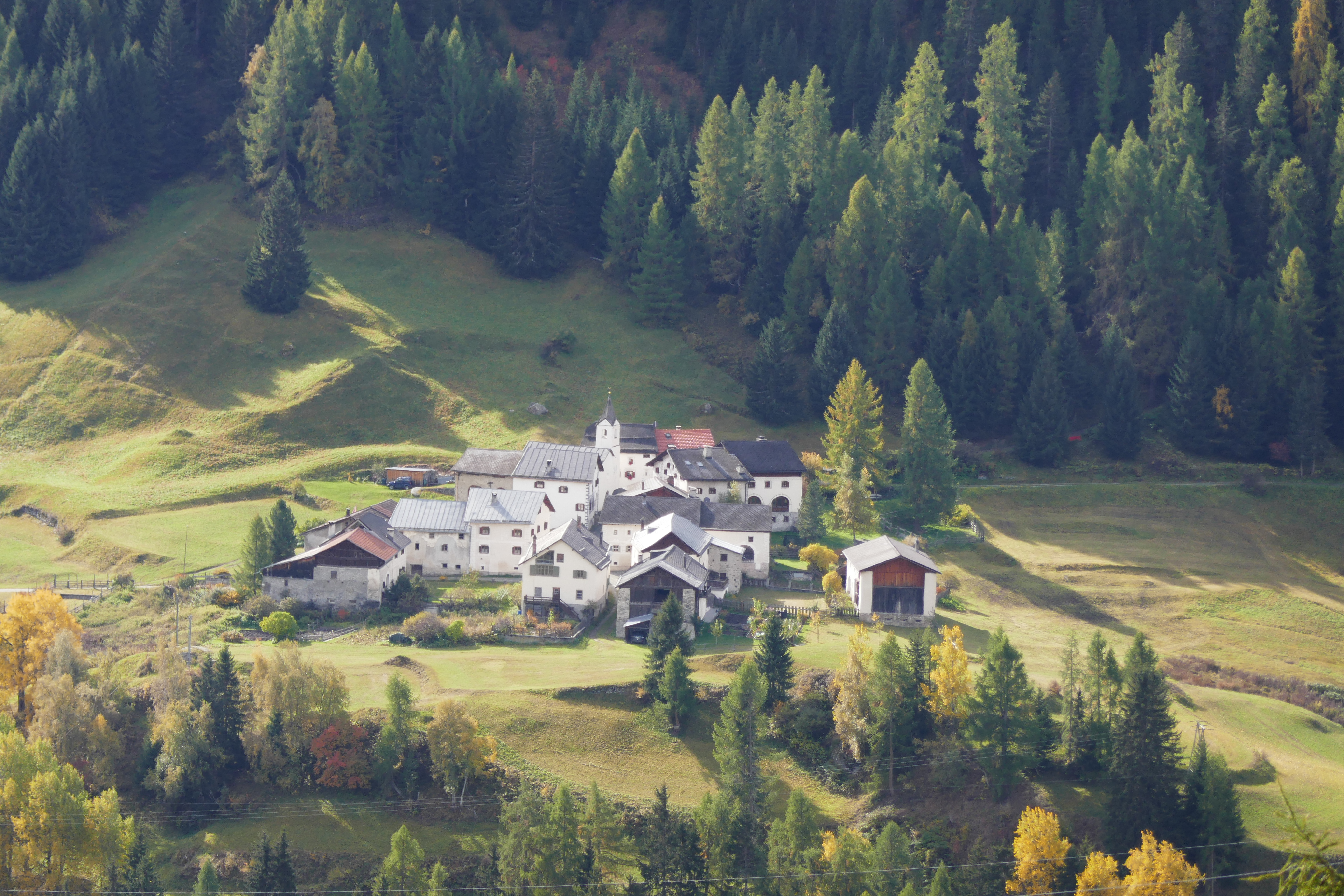
Sur En von der gegenüberliegenden Talseite gesehen
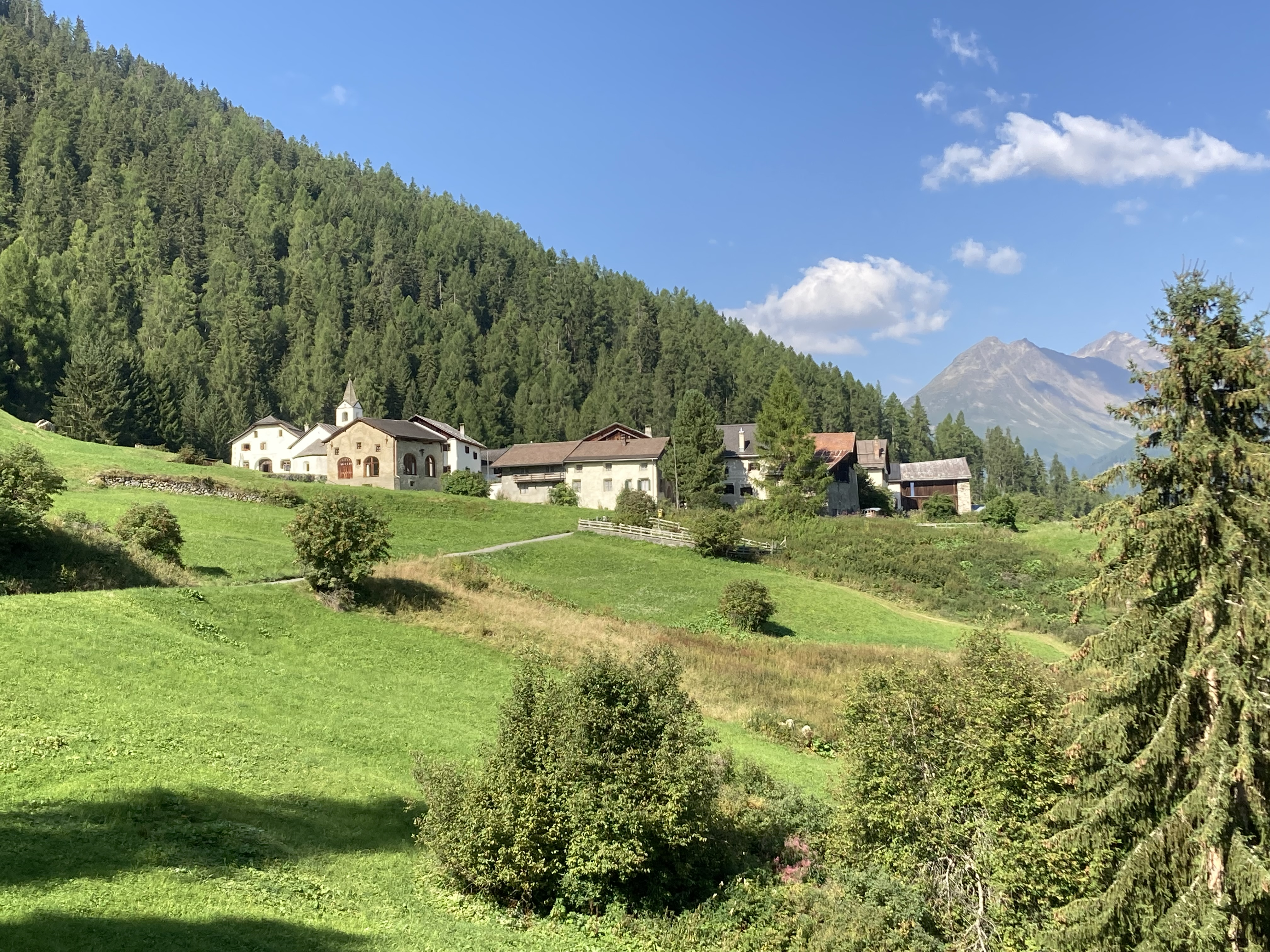
Beim Aufstieg von Osten
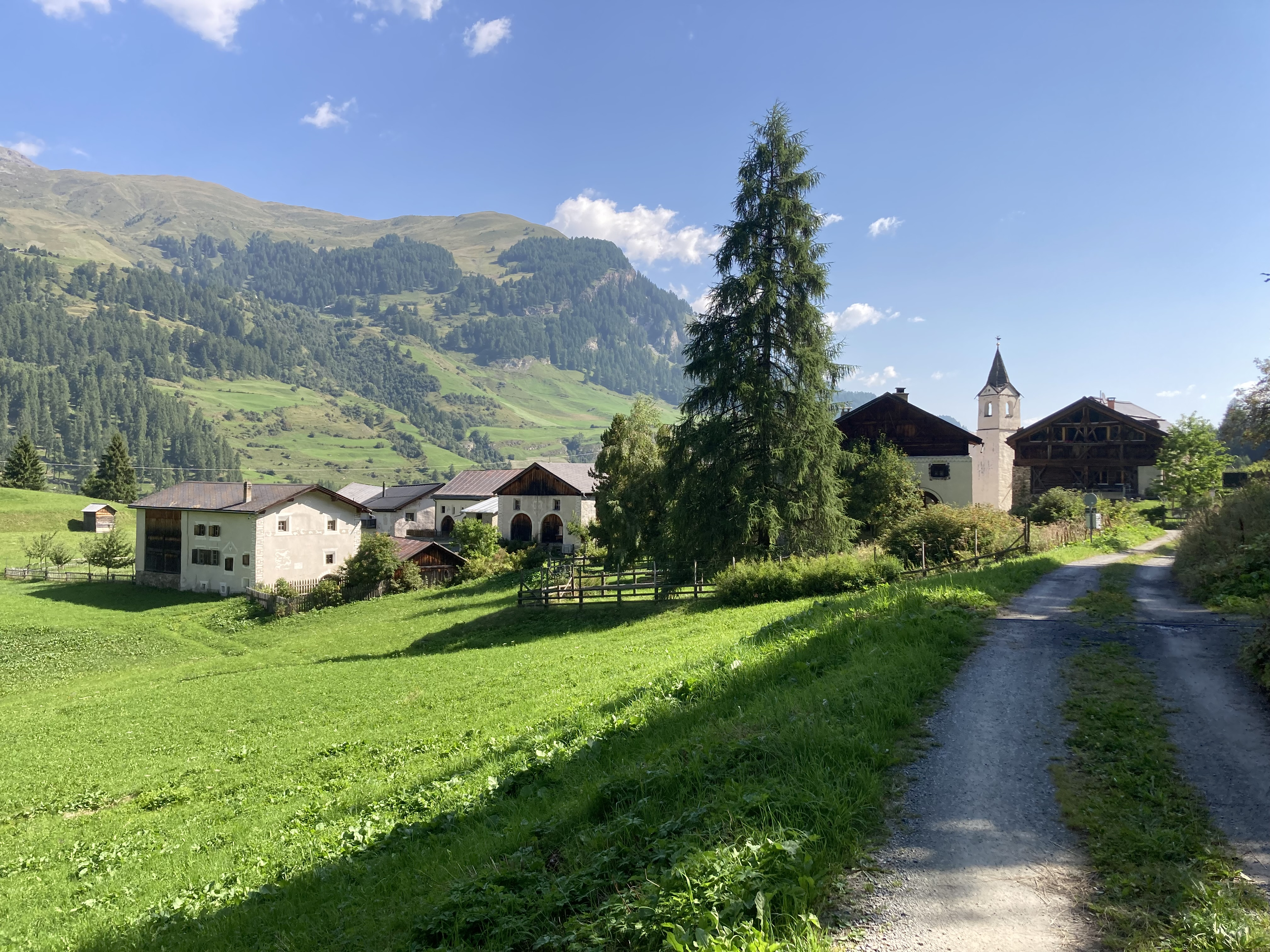
Westseite des Dorfes
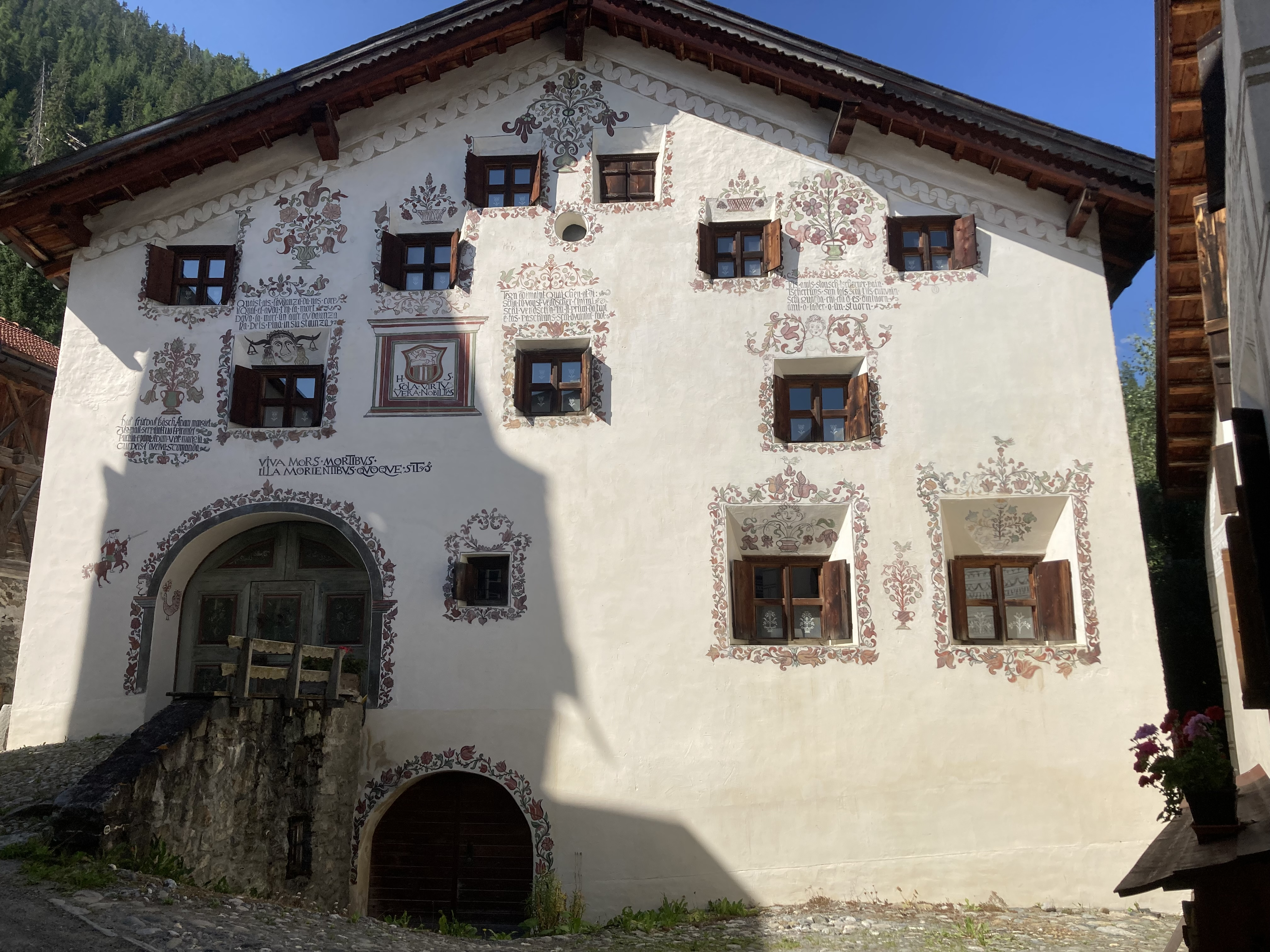
Reich bemaltes Haus schräg gegenüber der Dorfkirche
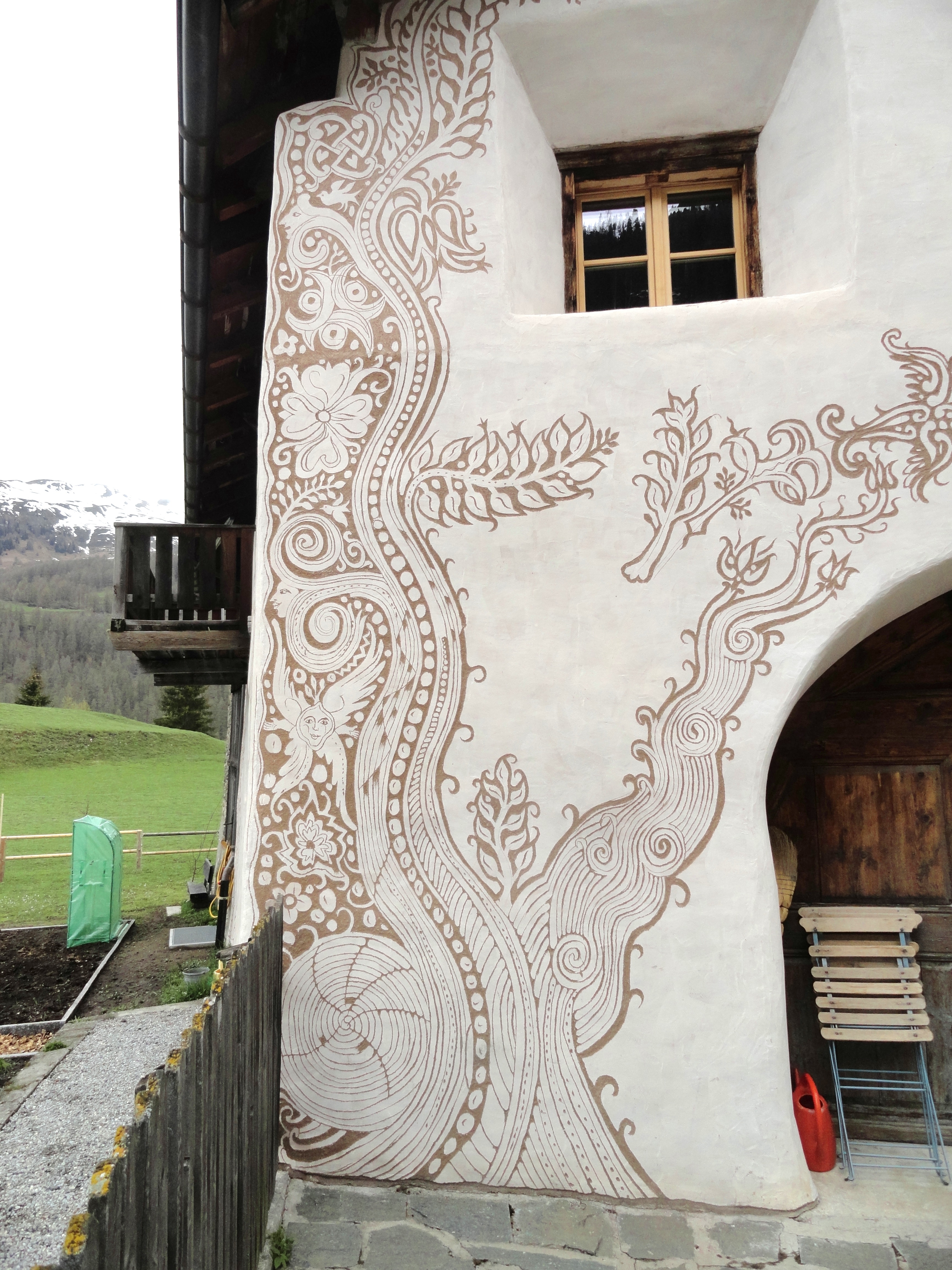
Sgraffito von Steivan Liun Könz
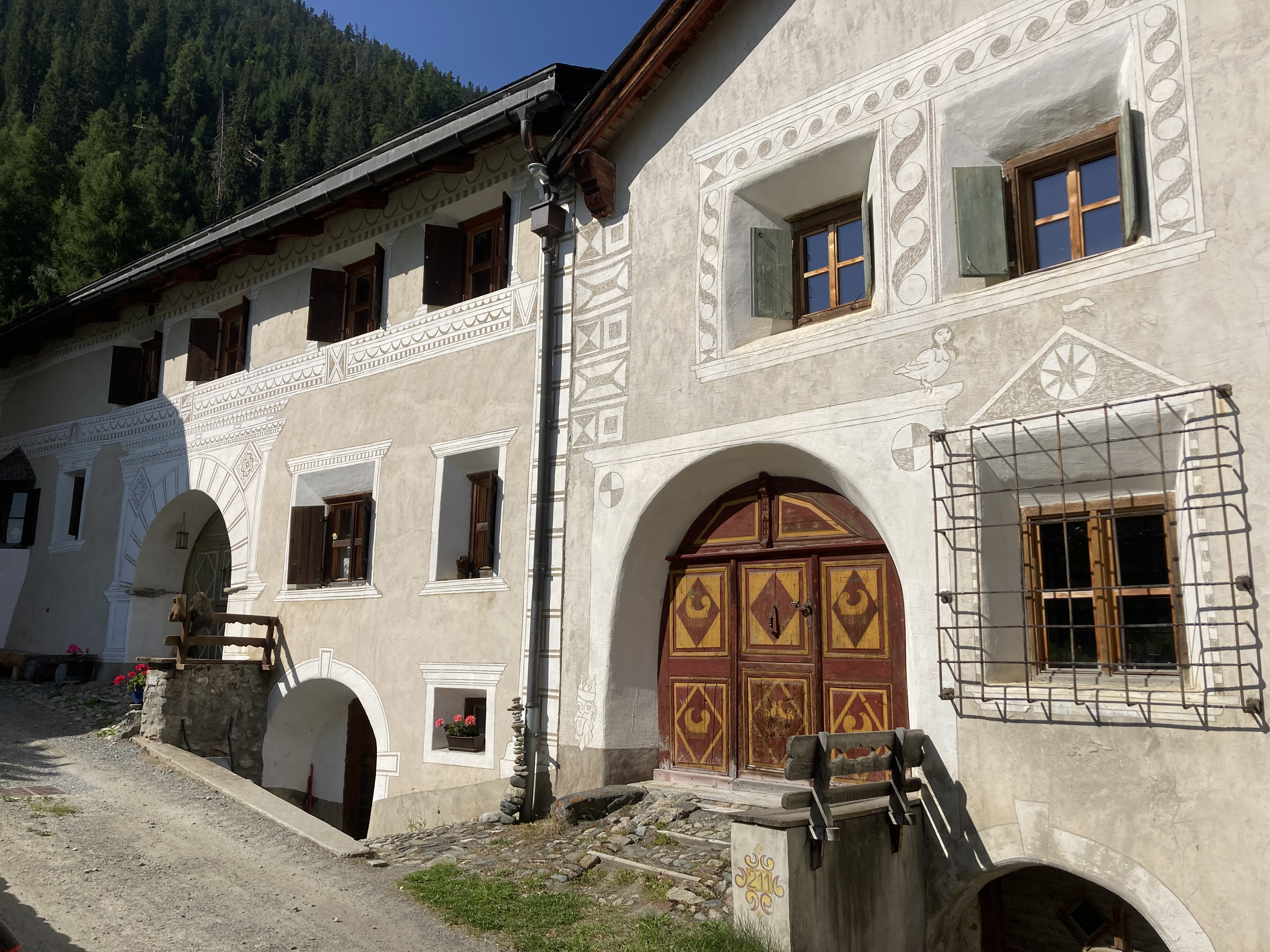
Häuser beim Aufstieg zur Kirche
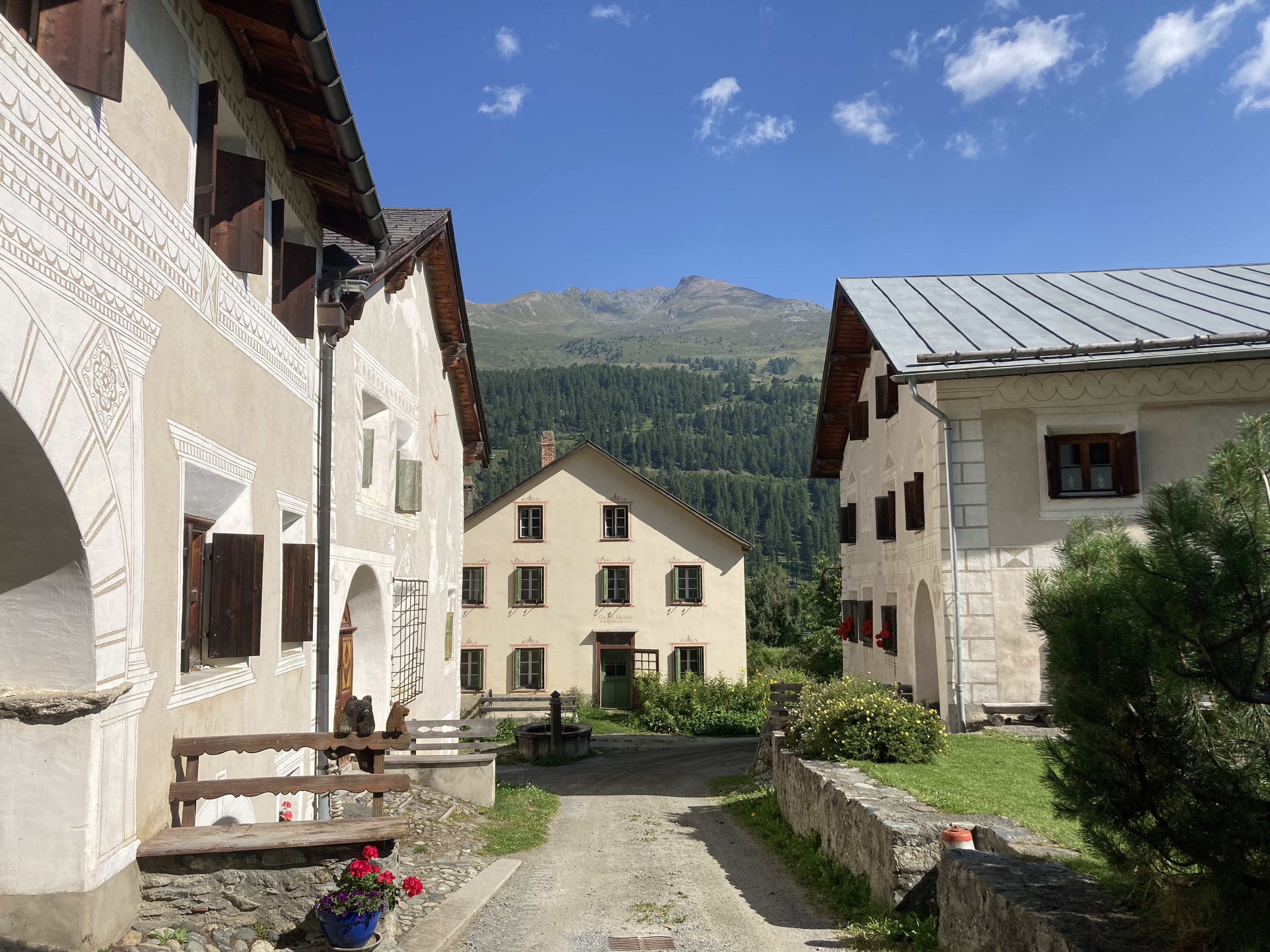
Blick von der Kirche zum Dorfbrunnen
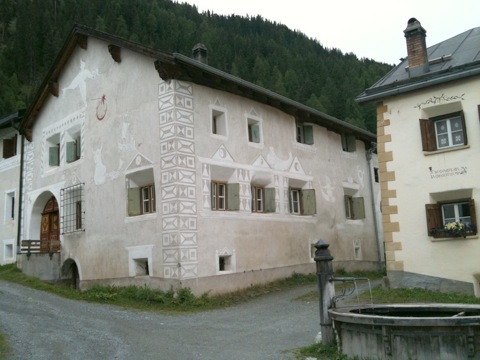
Westseite Brunnenplatz
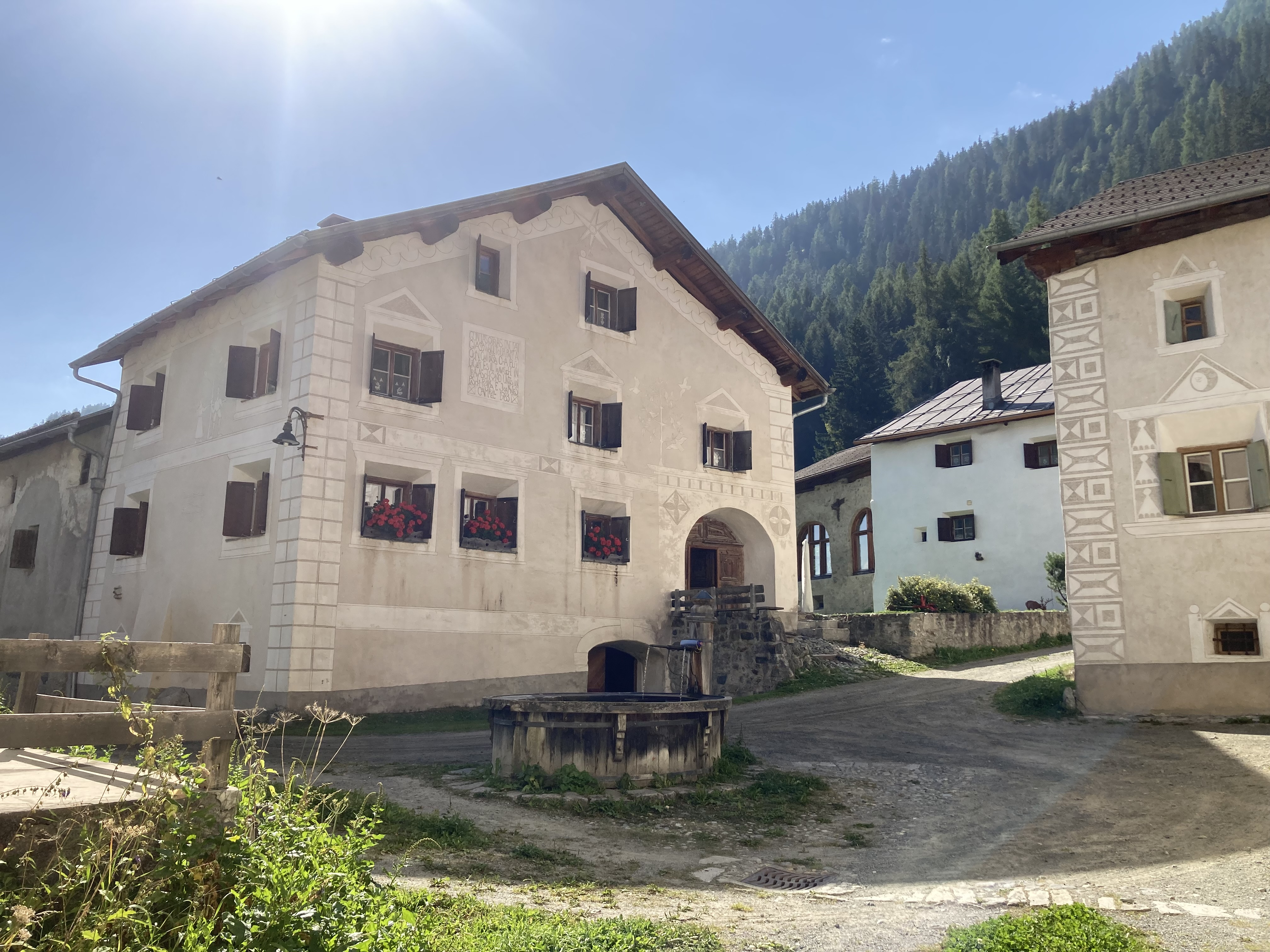
Ostseite Brunnenplatz